# Гахаманьи, Жан-Батист
Жан-Батист Гахаманьи (руанда Jean-Baptiste Gahamanyi, 1920 год, Королевство Руанда — 19 июня 1999 года, Бутаре, Руанда) — католический прелат, первый епископ Бутаре с 11 сентября 1961 года по 19 июня 1999 год.

## Биография
15 августа 1951 года Жан-Батист Гахаманьи был рукоположён в священника.
11 сентября 1961 года Римский папа Иоанн XXIII учредил епархию Астриды и назначил Жана-Батиста Гахаманьи её первым епископом. 6 января 1962 года состоялось рукоположение Жана-Батиста Гахаманьи в епископа, которое совершил архиепископ Кабгайи Андре Перроден в сослужении с епископом Гомы Жозе Микарарангой Бусимбой и епископом Нгози Андре Макаракизой.
Участвовал в работе I, II, III и IV сессиях Второго Ватиканского собора.
12 ноября 1963 года епархия Астриды была переименована в епархию Бутаре и Жан-Батист Гахаманьи стал носить титул «епископ Бутаре».
2 января 1997 года подал в отставку.
Скончался 19 июня 1999 года в городе Бутаре.